# دیک گرگوری
دیک گرگوری (به انگلیسی: Dick Gregory) (زاده ۱۲ اکتبر ۱۹۳۲، درگذشته ۱۹ اوت ۲۰۱۷) فعال حقوق مدنی و سیاسی، نویسنده، کمدین آمریکایی بود.
از فیلم‌های معروف او می‌توان به بازی در فیلم دختران داغ و جستجوگر اوقات فراغت اشاره کرد.

## درگذشت
پسر دیک گرگوری گفت: کمدین و فعال حقوق مدنی سیاه پوست شنبه ۱۹ اوت ۲۰۱۷ درگذشت. وی ۸۴سال داشت.